# Galium eriocarpum
Galium eriocarpum är en måreväxtart som beskrevs av Friedrich Gottlieb Bartling och Dc.. Galium eriocarpum ingår i släktet måror, och familjen måreväxter. Inga underarter finns listade i Catalogue of Life.